# Карасу (Осакаровський район)
Карасу́ (каз. Қарасу) — село у складі Осакаровського району Карагандинської області Казахстану. Входить до складу Родниковського сільського округу.
Населення — 55 осіб (2021; 126 у 2009, 133 у 1999, 187 у 1989).
Національний склад станом на 1989 рік:
- росіяни — 55 %.